# Гимн Бенина
L’Aube Nouvelle (рус. Восход нового дня) с момента получения независимости в 1960 году — гимн Бенина. Текст и музыку создал Жильбер Жан Даньон (фр. Gilbert Jean Dagnon).

## Текст
Прежде в своем призвании, наши предки
Знали, как участвовать в боях могучих
С силой, мужеством, страстью, и полоные радости,
но ценой собственной крови.
Создали настоящего, вы тоже объединяйте силы
Каждый день для выполнения этой задачи сильного в единстве.
Стройте беспрестанно для потомков.

Дети Бенина являют!
Оглушительный крик свободы
Слышен в первом свете зари,
Дети Бенина являют!

Когда вокруг дует ветер гнева и ненависти:
Граждане Бенина гордятся спокойствием духа
Веря в будущее, вот ваш флаг!
В зелени мы прочитали надежду весны;
Красный означает мужество наших предков;
Желтый предвещает наибольшие сокровища.

Возлюбленный Бенин, твои солнечные горы, пальмы, и зеленые пастбища
Видны везде своими яркими красками;
Твои почвы дарят всем богатые плоды.
Бенин, отныне твои сыновья объединились
С одним братским духом и одними надеждами
Наслаждаться изобилием и счастье навсегда.
Оригинальный текст (фр.)Jadis à son appel, nos aïeux, sans faiblesse

Ont su avec courage, ardeur, pleins d’allégresse
Livrer au prix du sang des combats éclatants
Accourez vous aussi, bâtisseurs du présent,
Plus forts dans l’unité, chaque jour à la tâche,
Pour la prospérité, construisez sans relâche.

Enfants du Bénin debout!
La liberté d’un cri sonore
Chante aux premiers feux de l’aurore
Enfants du Bénin, debout!

Quand partout souffle un vent de colère et de haine
Béninois, sois fier, et d’une âme sereine,
Confiant dans l’avenir, regarde ton drapeau
Dans le vert tu liras l’espoir du renouveau;
De tes aïeux le rouge évoque le courage;
Des plus riches trésors le jaune est le présage.

Tes monts ensoleillés, tes palmiers, ta verdure,
Cher Bénin, partout font ta vive parure.
Ton sol offre à chacun la richesse des fruits.
Bénin, désormais que tes fils tous unis,
D’un fraternel élan partagent l’espérance.

De te voir à jamais heureux dans l’abondance.